# Hotel Tamiš
Hotel Tamiš (v srbské cyrilici Хотел Тамиш se nachází v srbském městě Pančevu, v blízkosti rohu ulic Dimitrija Tucovića a Moše Pijade, v blízkosti řeky stejného jména. 
Brutalistický hotel podle projektu architektů Dragutina Kordiće a Nikoly Redžiće vznikl v druhé polovině 70. let 20. století. Dokončen byl v roce 1978. Celková plocha objektu, který je nápadný především díky sedmipatrové věži, činí 7 633,8 m². 
Na počátku 21. století byl ve špatném technickém stavu a byl několikrát privatizován. Původní vlastník (společnost Sloboda) zbankrotoval. V roce 2016 jej odkoupila společnost Almeks. Následně měla být uskutečněna rekonstrukce hotelu, nebylo však vybráno žádné z řešení rekonstrukce stavby. Hotel je dlouhodobě uzavřen a v roce 2017 opětovně změnil vlastníka.